# Берестянка оливкова
Берестянка оливкова (Hippolais olivetorum) — вид горобцеподібних птахів родини очеретянкових (Acrocephalidae).

## Поширення
Гніздиться в Південно-Східній Європі та на Близькому Сході. Він перелітний, зимує в Східній і Південній Африці від Кенії на південь до ПАР. Трапляється в дубових лісах, оливкових гаях, фруктових садах і плантаціях мигдалю.

## Опис
Дрібний птах, завдовжки 16-18 сантиметрів, має довжину крил від 8,5 до 8,8 см. Важить близько 15 грам. Зверху він сірого кольору. У нього є білувата пляма перед оком. Нижня сторона білувато-сіра. Міцний дзьоб порівняно довгий.